# Carlos Emiro Garcés
Carlos Emiro Garcés Torres (López de Micay, Colombia; 11 de octubre de 2001) es un futbolista colombiano. Juega de defensa y su equipo actual es el LA Galaxy de la Major League Soccer.

## Trayectoria
Garcés comenzó su carrera en el Deportivo Pereira, y formó parte del plantel campeón del Torneo Finalización 2022.
A mediados de la temporada 2024, el defensor firmó en el LA Galaxy de la Major League Soccer norteamericana. Disputó 14 encuentros en la campaña de ese año, en que el club se consagró campeón de la MLS.

## Estadísticas
Actualizado al último partido disputado el 7 de diciembre de 2024.
| Club                             | Div.          | Temporada     | Liga  | Liga  | Copas nacionales | Copas nacionales | Copas internacionales | Copas internacionales | Total | Total |
| Club                             | Div.          | Temporada     | Part. | Goles | Part.            | Goles            | Part.                 | Goles                 | Part. | Goles |
| -------------------------------- | ------------- | ------------- | ----- | ----- | ---------------- | ---------------- | --------------------- | --------------------- | ----- | ----- |
| Deportivo Pereira · Colombia     | 1.ª           | 2021          | 6     | 1     | 5                | 0                | —                     | —                     | 11    | 1     |
| Deportivo Pereira · Colombia     | 1.ª           | 2022          | 22    | 0     | 2                | 0                | —                     | —                     | 24    | 0     |
| Deportivo Pereira · Colombia     | 1.ª           | 2023          | 12    | 0     | 6                | 0                | 4                     | 0                     | 22    | 0     |
| Deportivo Pereira · Colombia     | 1.ª           | 2024          | 13    | 0     | 0                | 0                | —                     | —                     | 13    | 0     |
| Deportivo Pereira · Colombia     | Total club    | Total club    | 53    | 1     | 13               | 0                | 4                     | 0                     | 70    | 1     |
| Ventura County FC Estados Unidos | 3.ª           | 2024          | 2     | 0     | —                | —                | —                     | —                     | 2     | 0     |
| Ventura County FC Estados Unidos | Total club    | Total club    | 2     | 0     | 0                | 0                | 0                     | 0                     | 2     | 0     |
| LA Galaxy Estados Unidos         | 1.ª           | 2024          | 14    | 0     | 0                | 0                | 1                     | 0                     | 15    | 0     |
| LA Galaxy Estados Unidos         | Total club    | Total club    | 14    | 0     | 0                | 0                | 1                     | 0                     | 15    | 0     |
| Total carrera                    | Total carrera | Total carrera | 69    | 1     | 13               | 0                | 5                     | 0                     | 87    | 1     |

## Palmarés

### Títulos nacionales
| Título              | Club              | País           | Año  |
| ------------------- | ----------------- | -------------- | ---- |
| Categoría Primera A | Deportivo Pereira | Colombia       | 2022 |
| MLS Cup             | LA Galaxy         | Estados Unidos | 2024 |